# Kronrat (Rumänien)

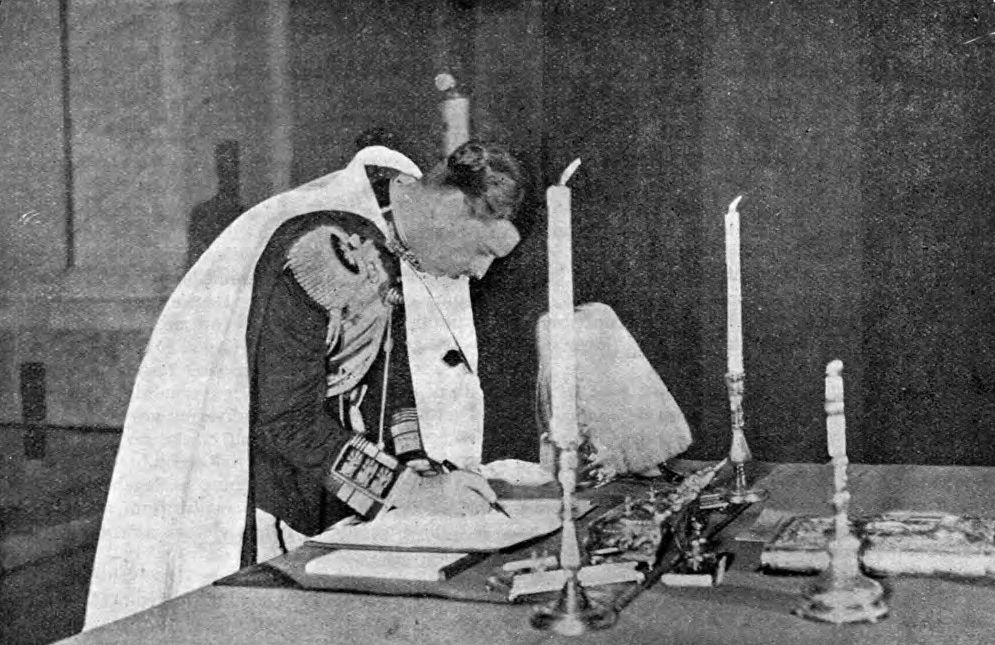
Nach der Unterzeichnung einer neuen Verfassung 1938 ersetzte Karl II. das Parlament durch den Kronrat

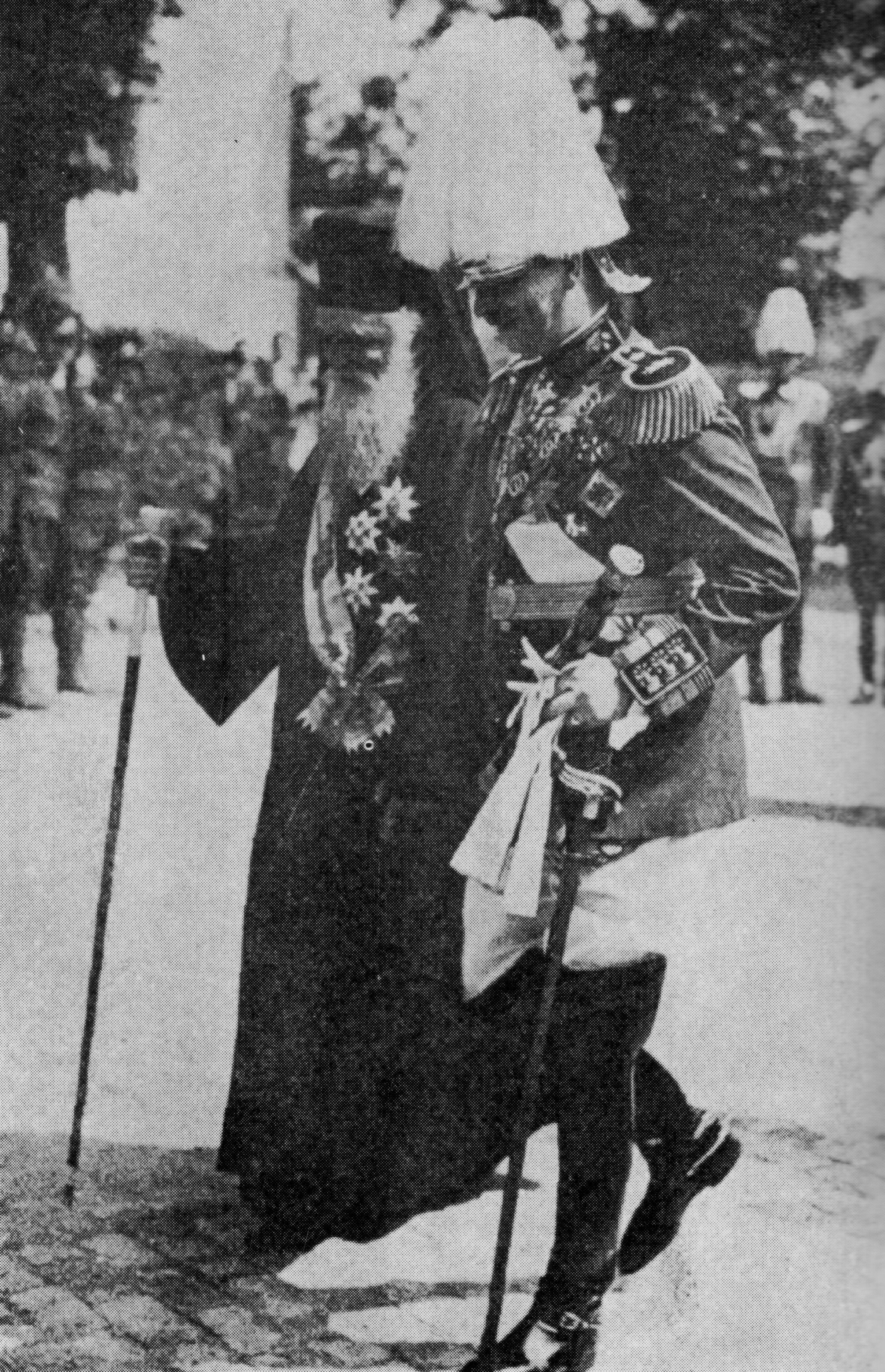
Karl II. mit Patriarch Miron Cristea, dem Vorsitzenden des Kronrats

Der rumänische Kronrat (rumänisch Consiliul de Coroană) war eine staatliche Institution im Königreich Rumänien. Der Kronrat hatte nur beratende Funktion, diente den rumänischen Königen aber wiederholt dazu, am zerstrittenen Parlament vorbei Rat für bestimmte richtungsweisende Entscheidungen einzuholen, z. B. über Krieg und Frieden.

## Kronrat vor 1938
Der Kronrat war zunächst nur eine informelle und außerordentliche Versammlung von Vorsitzenden der im Parlament vertretenen Parteien, Elder Statesmen, Militärs und Kirchenführern des Landes. Erstmals wurde er wohl 1877 von Karl I. einberufen und sprach sich für den Eintritt Rumäniens in den Russisch-Osmanischer Krieg (1877–1878) aus. Im Ersten Weltkrieg stimmte der Kronrat 1914 jedoch gegen den von Karl I. gewünschten Kriegseintritt auf Seiten der Mittelmächte und drängte Karls Nachfolger Ferdinand I. 1916 stattdessen zum Krieg gegen Österreich-Ungarn. Nach der rumänischen Niederlage musste der Kronrat dann 1918 Separatfriedensverhandlungen mit den Mittelmächten absegnen. Nach dem Krieg beschäftigte er sich 1925 und 1937 nur mit Fragen der Thronfolge.

## Kronrat bis 1940
Mit der Errichtung der Königsdiktatur Karls II. wurde der Kronrat am 30. März 1938 neuorganisiert und blieb bis 1940 anstelle des entmachteten Parlaments das eigentliche Zentrum der Macht. Zwar waren die Parteien aufgelöst bzw. verboten worden, im Kronrat aber waren ehemalige Ministerpräsidenten und Minister aus diesen Parteien vertreten. Da Karl II. seine Diktatur vor allem deshalb errichtet hatte, um eine Machtergreifung der faschistischen „Eisernen Garde“ zu verhindern, waren deren Vertreter zunächst nicht im Kronrat, wurden aber auf Druck des nationalsozialistischen Deutschlands später doch hinzugenommen, woraufhin sich die Zahl der Ratsmitglieder auf 30 erhöhte. Der Kronrat musste sich 1939 mit den Auswirkungen der Zerschlagung des tschechoslowakischen Verbündeten beschäftigen und entschied sich bei Ausbruch des Zweiten Weltkriegs zunächst für die Neutralität Rumäniens. Die Annahme des sowjetischen Ultimatums zur Abtretung Bessarabiens, die Ablehnung ungarischer Forderungen zur Abtretung Siebenbürgens, stattdessen die Bitte um deutsch-italienische Vermittlung und schließlich die Annahme des Wiener Schiedsspruchs waren 1940 das Ergebnis heftiger Diskussionen im Kronrat. Die letzte Sitzung am 31. August 1940 führte schließlich zum Rücktritt des Premierministers, zum Putschversuch der Eisernen Garde, zu Thronverzicht und Flucht Karls II. sowie zur Errichtung einer Militärdiktatur.

## Kronrat nach 1940
Militärdiktator Ion Antonescu löste noch am Tag der Flucht des Königs (7. September 1940) den Kronrat auf bzw. schaffte ihn mit der Verfassungsänderung von 1941 auch formal ab. Spätere, gelegentlich ebenfalls als „Kronratssitzungen“ überlieferte Zusammenkünfte waren wohl nur Ministerratssitzungen mit dem neuen König Michael I. (Oktober 1942 über Ausnahme einiger Juden von der Deportation nach Transnistrien, September 1944 Einbestellung und Verhaftung Antonescus und seiner Minister) bzw. konspirative Treffen des Königs mit ehemaligen Kronratsmitgliedern (Mai 1944 „Geheimer Kronrat“).
Die Monarchie wurde in Rumänien 1947 schließlich abgeschafft. Bei dem 2010 von Ex-König Michael geschaffenen und fälschlich gelegentlich als „Kronrat“ übersetzten Consiliul Regal handelt es sich lediglich um einen privaten Familienrat der Königsfamilie.